# Azogues
Azogues est une ville d'Équateur, chef-lieu du canton du même nom et capitale de la province de Cañar. Elle est située à 25 km au nord-est de Cuenca et à 287 km au sud de Quito. Sa population s'élevait à 33 848 habitants en 2010.

## Patrimoine
La ville possède une architecture remarquable et très bien conservée. Une cathédrale au fronton en pierre jaune se dresse sur la place centrale. L'église de San Francisco est le plus grand sanctuaire de l'Équateur dédié au culte de la Vierge Marie. On y vénère « la Vierge des Nuages », Virgen de la Nube.
Un marché y a lieu tous les samedis, où l'on trouve les fameux panamas en paille « toquilla », ainsi que de nombreuses céramiques et tissus faits à la main par les paysans de la région.